# Ramon Gittens
Ramon Gittens (ur. 20 lipca 1987 w Bridgetown) – barbadoski lekkoatleta, sprinter.

## Osiągnięcia
- dwa srebra (bieg na 200 metrów & sztafeta 4 × 100 metrów) i brąz (bieg na 100 metrów) mistrzostw Ameryki Środkowej i Karaibów juniorów (Port-of-Spain 2006)
- brązowy medal mistrzostw Ameryki Środkowej i Karaibów (bieg na 100 metrów, Morelia 2013)
- srebro igrzysk panamerykańskich (bieg na 100 metrów, Toronto 2015)
- srebrny (bieg na 100 metrów) i brązowy (sztafeta 4 × 100 metrów) medal mistrzostw NACAC (San José 2015)
- brązowy medal halowych mistrzostw świata (bieg na 60 metrów, Portland 2016)
- złoty medalista mistrzostw Barbadosu

W 2012 reprezentował Barbados na igrzyskach olimpijskich w biegu na 100 metrów, odpadając po uzyskaniu 6 miejsca z czasem 10.35.

## Rekordy życiowe
- Bieg na 60 metrów (hala) – 6,51 (18 marca 2016, Portland) rekord Barbadosu
- Bieg na 100 metrów – 10,02 (8 czerwca 2013, Montverde oraz 22 sierpnia 2015, Pekin)  10,01 (7 sierpnia 2015, San José)
- Bieg na 200 metrów – 20,42 (26 czerwca 2016, Bridgetown)

9 sierpnia 2015 w San José Gittens biegł na drugiej zmianie barbadoskiej sztafety 4 × 100 metrów, która z wynikiem 38,55 ustanowiła aktualny rekord kraju w tej konkurencji.